# Predrag Jukić
Predrag Jukić (Zagreb, 13. rujna 1978.), hrvatski majstor borilačkih vještina. Nositelj je 5. Dana u aikidu.

## Životopis
Predrag Jukić je rođen u Zagrebu 1979. godine. U rodnom gradu je završio osnovnu i srednju školu, te Tehničko veleučilište Graditeljski odjel. Sa sedam godina u zagrebačkom klubu "Mladost" započinje vježbati judo. U toj vještini stječe 1. Kyu. Godine 1994. upoznaje se s Ki aikidom, a 1998. započinje vježbati tradicionalni Iwama ryu aikido unutar Aikikai organizacije. Od 1999. godine vježba u Aikido klubu Izvor u Zagrebu, gdje također djeluje kao asistent instruktor. Godine 2001. u mjestu Osimo, u Italiji, polaže 1. Dan u aikidu kod Paola Corallinija. Diplomu mu dodjeljuje Morihiro Saito. 
Godine 2004. Predrag Jukić u Zagrebu osniva Aikido klub Musubi u kojem i danas djeluje kao glavni instruktor. Godine 2009. odlazi u Japan gdje upoznaje doshu-a Moriteru Ueshibu. Tom prilikom odlazi i u Iwamu, gdje vježba i provodi vrijeme u dojo-u i kući O-Senseija. Od 2006. do 2016. Jukić je bio predsjednik Zagrebačkog aikido saveza (ZAS). U Hrvatskom aikido savezu (HAS) trenutno obavlja dužnost dopredsjednika Tehničke i Ispitne komisije HAS-a.
Godine 2019. u okviru 74. japanskog nacionalnog športskog festivala, Predrag Jukić i Ivan Zafranović su bili među jedanaest majstora aikida iz cijelog svijeta koji su demonstrirali aikido pred doshu-om Moriteru Ueshibom, poglavarom krovne organizacije Aikikai u Iwami, mjestu rođenja aikida. To je bio prvi put da je Hrvatska imala svoje predstavnike na tako važnom događaju Međunarodne aikido federacije (IAF).
Predrag Jukić je položio 1. Dan 2001., 2. Dan 2005., 3. Dan 2007., 4. Dan 2011. godine. Godine 2018. dodijeljen mu je 5 Dan. Surađivao je s majstorima kao što su: Fumio Toyoda, Ulf Evenås, Wolfgang Baumgartner, Ethan Weisgard, Hiroki Nemoto, Hideo Hirosawa, Shigemi Inagaki, Hiroshi Isoyama, Hayato Osawa i doshu Moriteru Ueshiba. 
Živi u Zagrebu i drži aikido seminare širom Hrvatske. 

## Vanjske povezice
- Aikido klub Musubi Zagreb
- Galerija: Deset godina kluba Musubi